# Ours, simplement sauvage
Ours, simplement sauvage  (en español se podría traducir como Oso, simplemente salvaje) es un documental francés estrenado en 2019 y dirigido por Laurent Joffrion y Vincent Munier. Ofrece una inmersión en los paisajes de la Cordillera Cantábrica, en el norte de España. Tiene una duración de 52 minutos y está centrado en el oso pardo.

## Sinopsis
El documental, centrado en retratar al oso pardo, muestra al animal en los escarpados terrenos de la región. Se lo ve en escenas escalando altas paredes rocosas y desplazándose con agilidad por precipicios vertiginosos
Además del oso, el documental destaca la rica biodiversidad de la cordillera, mostrando especies como el lobo ibérico, la nutria europea, el ciervo, el buitre leonado y el picamaderos.  Estas apariciones, ya sean fugaces o detalladas, enriquecen la narrativa y subrayan la esencia primitiva y preservada de estos ecosistemas.
La película también explora la relación entre el ser humano y la naturaleza a través de las perspectivas de cuatro personajes, tanto franceses como españoles, que conviven en el corazón de los montes cantábricos. Algunos se dedican al estudio y observación del oso, mientras que otros coexisten con su presencia de manera más indirecta. Sus relatos personales ofrecen reflexiones profundas sobre nuestra conexión con el mundo salvaje y la posibilidad de una coexistencia armoniosa.
Este documental no solo se centra en la fauna y flora de la Cordillera Cantábrica, sino que también invita a una reflexión profunda sobre la conservación de estos espacios naturales y la relación intrínseca entre el ser humano y la naturaleza.

## Producción
La producción estuvo a cargo de France.tv studio en colaboración con Kobalann, con Caroline Broussaud y Vincent Munier como productores. La música original fue compuesta por Johan Guidou, y el montaje estuvo a cargo de Laurent Joffrion.

## Premios conseguidos
Ours, simplement sauvage ha sido reconocido en diversos festivales, incluyendo su selección en el Festival Pariscience en 2019 y en el Festival du Film Vert en 2020, donde recibió el "Prix Tournesol".
Aunque se ha emitido principalmente en canales de televisión franceses, como France 2 y TV5MONDE, no hay registros de emisiones específicas en canales de televisión españoles. Sin embargo, el documental ha sido reconocido en plataformas españolas como Filmaffinity, donde se proporciona información detallada sobre su contenido y producción.
Además, la Fundación para la protección de los animales salvajes (FAPAS) destacó el documental en su sitio web, mencionando su emisión en France 2 y la esperanza de enlazar el documental completo para su audiencia.